# Dollfusentis ctenorhynchus
Dollfusentis ctenorhynchus är en hakmaskart som först beskrevs av Cable och Linderoth 1963.  Dollfusentis ctenorhynchus ingår i släktet Dollfusentis och familjen Illiosentidae. Inga underarter finns listade i Catalogue of Life.